# Tarsiger
Tarsiger är ett litet fågelsläkte i familjen flugsnappare inom ordningen tättingar. Arterna i släktet kallas näktergalar eller blåstjärtar. Tidigare betraktades de tillhöra trastarna i Turdidae. Tidvis har de placerats bland näktergalarna i Luscinia, men genetiska studier visar att släktet är distinkt och närmast släkt med Myiomela och Calliope.
Enligt AviList omfattar släktet åtta arter:
- Tajgablåstjärt (Tarsiger cyanurus)
- Qilianblåstjärt (Tarsiger albocoeruleus) – nyligen urskild art
- Himalayablåstjärt (Tarsiger rufilatus)
- Rhododendronblåstjärt (Tarsiger hyperythrus)
- Vitbrynad blåstjärt (Tarsiger indicus)
- Taiwanblåstjärt (Tarsiger formosanus) – nyligen urskild art
- Guldnäktergal (Tarsiger chrysaeus)
- Taiwannäktergal (Tarsiger johnstoniae)